# Folketingsvalet 1913
Folketingsvalet i Danmark 1913 genomfördes den 20 maj 1913. Regeringen Zahle II (Radikale Venstre) kom att tillträda efter valet.

## Mandatfördelning
| Parti                | Partiledare       | Röster  | Procentandel | Mandat (förändring) |
| -------------------- | ----------------- | ------- | ------------ | ------------------- |
| Socialdemokratiet    | Thorvald Stauning | 107.365 | 29,6         | 32 (+8)             |
| Venstre              |                   | 104.885 | 29,0         | 44 (-13)            |
| Højre                |                   | 82.137  | 22,7         | 7 (-6)              |
| Det Radikale Venstre |                   | 67.903  | 18,7         | 31 (+11)            |